# ホワイト・ヘルメット -シリアの民間防衛隊-
『ホワイト・ヘルメット -シリアの民間防衛隊-』（ホワイトヘルメット シリアのみんかんぼうえいたい、The White Helmets）は、2016年に英国で製作された短編ドキュメンタリーである。映画はシリア民間防衛隊（ホワイト・ヘルメットとしても知られている）というボランティア救助活動グループの日々の活動を追ったものである。監督はオーランド・ヴォン・アインシーデ、製作はジョアンナ・ナタセガラ。
第89回アカデミー賞の短編ドキュメンタリー映画賞を受賞した。